# 同窗生～人三次戀愛～
《同窗生》（日語：同窓生～人は、三度、恋をする～）是柴門文繼《東京愛的故事》、《愛情白皮書》後又一力作。

## 電視劇
《同窗生～人一生會戀愛三次～》（日語：是TBS系列各電視台於2014年7月10日起所播出的電視連續劇，為木9（每星期四晚間9點）時段的作品之一。

### 簡介
原本一帆風順的柳健太（井浦新飾），離婚並辭去工作後，回老家繼承洗衣店。某日，健太參加睽違25年的國中同學會，見到了事業有成的花花公子櫻井遼介（松岡昌宏飾）、擔任藥劑師依舊單身的廣野薰子（板谷由夏飾），以及嫁為人婦的老情人鎌倉明日（稻森泉飾）。他們重拾塵封已久的情感，在不惑之年開始了人生第三次戀愛...

### 演員

#### 中野坂下中学校友
柳健太 - 井浦新（中學時代：吉田晴登）（香港配音：陳廷軒；中學時代：李震權）
24歳在化學廠商任職，38歳離職後，繼承父母經營的「柳家洗衣店」。同學會時與明日再度相遇。
石井明日→鎌倉明日 - 稻森泉（幼少期：加瀬日向 / 中學時代：吉田里琴）（香港配音：曾佩儀；中學時代：凌晞）
在丈夫太郎經營的美容院擔任美髮師。
廣野薰子 - 板谷由夏（中學時代：中川真櫻）（香港配音：黃玉娟）
藥局藥劑師。
櫻井遼介 - 松岡昌宏（中學時代：菊池春）（香港配音：潘文柏）
亞宋建設都市計畫部代理部長。

#### 「柳家洗衣店」相關人士
柳治子 - 市毛良枝（香港配音：伍秀霞）
健太的母親。
柳良雄 - 鶴田忍（香港配音：黃子敬）
健太的父親。將「柳家洗衣店」交由兒子經營後，與妻子治子在鄉下的農舍隱居。
楊（ヤン）- 岡本麗（香港配音：雷碧娜）
接替良雄職務的打工人員。
岩井 - 茅島成美（香港配音：黃麗芳）
藤崎 - 川俁忍（香港配音：梁少霞）
以上2人為附近的鄰居，洗衣店常客。

#### 「鎌倉美髮沙龍」相關人士
鎌倉太郎 - 松本利夫（香港配音：李錦綸）
明日的丈夫。業界知名的美髮師。
永瀨浩人 - 丸山敦史（香港配音：關令翹）
美髮師。外號是「阿浩（ヒロ）」。
翔子 - 清水由紀（香港配音：林元春）
美髮師。
誠 - 豬塚健太（香港配音：李凱傑）
美髮師。
惠美 - 尾藤亞衣
美髮師。
蛯原友里 - 本人飾演（香港配音：張頌欣）
鎌倉美髮沙龍的常客。
鎌倉一郎 - 橫山幸汰（幼少期：大貫慧佑）（香港配音：伍秀霞）
太郎與前妻所生的兒子。
鎌倉弘二 - 吉田騎士（香港配音：陳琴雲）
鎌倉美莎（ミサ） - 須田理央（5年後：松井響希）（香港配音：凌晞）
以上2人為太郎與明日所生的子女。

#### 中野櫻井醫院
櫻井清彥 - 清水紘治（香港配音：譚炳文）
遼介的父親。前院長兼主治醫師。
櫻井靜子 - 泉晶子（香港配音：蔡惠萍）
遼介的母親。
櫻井佑子 - 魏涼子（香港配音：謝潔貞）
清彥的女兒。繼承父親經營的醫院。
櫻井修司 - 石田登星（香港配音：林國雄）
遼介無血緣關係的哥哥。
青木圭 - 高知東生（香港配音：葉振聲）
整形外科醫師。清彥大學時期教導過的學生。

#### 校友相關人士
木畑冴子 - 市川實和子（香港配音：吳羨婷）
健太的前妻。
木畑正太 - 佐藤瑠生亮（幼年期：佐伯元希）（香港配音：黃淑芬）
健太與冴子的兒子。
石本加奈子→櫻井加奈子 - 三浦理惠子（香港配音：柚子蜜）
遼介的妻子。
櫻井志穗利 - 粟野莉子（香港配音：羅孔柔）
遼介與加奈子的女兒。
石本瑞江 - 高林由紀子（香港配音：林丹鳳）
加奈子的母親。
清水潤也 - 戶次重幸
共信化學研究員。冴子的外遇對象，也是導致健太與冴子離婚的始作俑者。
鮫島秀顯 - 柄本明（特別演出）（香港配音：盧國權）
柳健太中學時期的班導師暨生物教師。

#### 客串
原口幸一郎 - 堀內正美（第6話－第8話）（香港配音：盧國權）
遼介的上司。
森川 - 眞島秀和（第6話－第7話）（香港配音：蘇強文）
在那須高原經營民宿，健太的同學。
森川透 - 吉本凱（第6話－第7話）
森川的養子。
永山 - 河合美智子（最終話）
髮型沙龍的客人。

### 製作團隊
- 原作 - 柴門文
- 脚本 - 田淵久美子（日语：田渕久美子）
- 音樂 - 市川淳（日语：市川淳）
- 導演 - 吉田健（日语：吉田健）、村上牧人、根本和政
- 主題曲 - meringue《樂園》（Ki/oon Music（日语：キューンミュージック））[3]
- 插曲 - May J.《真愛》（rhythm zone）[4]
- 副導演 - 岡崎成克、苗代祐史
- 標題標誌 - 岡野正廣（日语：岡野正広）
- 選曲 - 御園雅也（日语：御園雅也）
- 視頻合作 - 盖帝图像
- 動畫制作 - 谷田部透湖
- 動作指導 - 大道寺俊典（日语：大道寺俊典）
- 美容師指導 - 中屋直之、佐佐木彩
- 中文指導 - 魏涼子（日语：魏涼子）
- 護理指導 - 吉川喜美枝
- 編成 - 永山由紀子、辻有一
- 總製片人 - 矢口久雄（日语：矢口久雄）、貴島誠一郎（日语：貴島誠一郎）
- 製片人 - 澀谷未來、河原瑤
- 副製片人 - 佐佐木雅之、小菅由佳乃、山本梨惠
- 製作著作 - TELEPACK（日语：テレパック）、TBS

### 收視率
| 各集                                                   | 播出日期 | 日文標題 | 中文標題                              | 導演     | 收視率 |
| ------------------------------------------------------ | -------- | -------- | ------------------------------------- | -------- | ------ |
| 第1話                                                  | 7月10日  |          | 那時候的你過的幸福嗎                  | 吉田健   | 10.9%  |
| 第2話                                                  | 7月17日  |          | 2cm的距離                             | 吉田健   | 8.4%   |
| 第3話                                                  | 7月24日  |          | 無法磨滅的過去...                     | 村上牧人 | 6.3%   |
| 第4話                                                  | 7月31日  |          | 幸福背後的面孔...現在我走出來了       | 村上牧人 | 6.2%   |
| 第5話                                                  | 8月7日   |          | 不被允許的這一夜...崩潰的世界         | 根本和政 | 7.8%   |
| 第6話                                                  | 8月14日  |          | 無情的現實...相愛的兩人已有分別的覺悟 | 吉田健   | 7.1%   |
| 第7話                                                  | 8月21日  |          | 想讓人生重來，得付出的代價是...       | 村上牧人 | 6.5%   |
| 第8話                                                  | 8月28日  |          | 撕裂的離婚協議書...                   | 根本和政 | 9.0%   |
| 第9話                                                  | 9月4日   |          | 她由我來保護！                        | 根本和政 | 9.1%   |
| 最終話                                                 | 09月11日 |          | 你相信有第三次的戀愛嗎？              | 吉田健   | 10.2%  |
| 平均收視率8.2%（根據Video Research針對關東地區的調查） |          |          |                                       |          |        |

## 外部連結
- TBS官方網站（页面存档备份，存于）（日語）
- 緯來日本台官方網站 （页面存档备份，存于）（繁體中文）

## 作品的變遷
| TBS週四9時連續劇                              | TBS週四9時連續劇                                   | TBS週四9時連續劇 |
| --------------------------------------------- | -------------------------------------------------- | ---------------- |
|                                               | 同窗生～一生會戀愛三次～ （2014.7.10 - 2014.9.11） |                  |
| TBS×WOWOW共同製作劇 （2014.4.10 - 2014.6.12） | TBS×WOWOW共同制作劇 （2014.10.16 - 2014.11.13）    |                  |

| 緯來日本台 週一至週五 22:00至24:00 | 緯來日本台 週一至週五 22:00至24:00 | 緯來日本台 週一至週五 22:00至24:00 |
| ---------------------------------- | ---------------------------------- | ---------------------------------- |
|                                    | （2014年12月9日-2014年12月22日）   |                                    |
| （2014年11月24日-2014年12月8日）   | （2014年12月24日-2015年1月9日）    |                                    |

| 香港 無綫網絡電視煲劇1台 星期六 14:00-16:00、18:30-20:30及23:00-01:00 | 香港 無綫網絡電視煲劇1台 星期六 14:00-16:00、18:30-20:30及23:00-01:00 | 香港 無綫網絡電視煲劇1台 星期六 14:00-16:00、18:30-20:30及23:00-01:00 |
| --------------------------------------------------------------------- | --------------------------------------------------------------------- | --------------------------------------------------------------------- |
|                                                                       | 同生 （2015年2月28日－2015年3月28日）                                 |                                                                       |
| （2015年1月24日－2015年2月21日）                                      | 女醫神Doctor X 3 （2015年4月4日－2015年5月9日）                       |                                                                       |